# Chesterfield (Missouri)
Pour les articles homonymes, voir Chesterfield (homonymie).
Chesterfield est une ville du Missouri, dans le comté de Saint Louis. 

## Géographie
Située 40 km à l'ouest de Saint-Louis (Missouri), la ville s'étend sur une superficie de 86,82 km2. L'Aérodrome de Spirit-of-st-Louis est sur le site de la ville.
Une grande partie de Chesterfield occupe la plaine de Chesterfield Valley (autrefois appelée Gumbo Flats), composante du lit majeur du Missouri. Cette plaine a été sinistrée lors de l’inondation de 1993 ; depuis, les importantes digues qu'on y a édifiées ont stimulé la croissance commerciale de cette vallée, autour de l'aéroport Spirit of St. Louis. Le reste de la ville de Chesterfield est une zone résidentielle et de petits commerce, qui se dresse sur les falaises surplombant la plaine du Missouri. Chesterfield compte toutefois quelques immeubles, dont le plus haut est l'hôtel Drury Plaza, avec 12 étages (38 m).

## Préhistoire
Le site de Chesterfield a été occupé par les Amérindiens pendant des milliers d'années : on a retrouvé, dans l'ouest de la ville, des vestiges d'outillage et des inscriptions vieilles d'environ 4 000 ans. Il y a également un site mississippien daté de l'an mil, comportant les ruines d'un marché et d'un sanctuaire.

## Histoire
Le site de Bellefontaine a repris l'emplacement de la colonie de Hilltown, fondée en 1837 par August Hill. Son premier bureau de poste (1851) s'appelait Bellemonte. Dix-huit ans plus tard, en 1869, ce faubourg et son bureau de poste ont pris leur nom actuel, Bellefontaine. Le marché Rinkel's, au carrefour d'Olive Boulevard et de Chesterfield Parkway, a longtemps été le centre du quartier.
Le faubourg de Lake (fondé vers 1850) s'est d'abord appelé Hog Hollow. Son bureau de poste date de 1871, et le quartier a pris le nom de Lake l'année suivante. Le noyau de l'agglomération s'est constitué autour du bazar Zierenberg's (vers 1880), qui se trouvait à l'emplacement de la borne des 18-mile dans Olive Street Road. Le magasin d'origine a été détruit dans un incendie en 1918.
Le faubourg de Gumbo, dans la vallée, se trouvait au carrefour de Chesterfield Airport Road et de Long Road. L'une des plus anciennes maisons de ce quartier (rasée en 1998) était Twenty Five Mile House, et devait son nom au fait qu'elle se trouvait exactement à 25 miles de Saint-Louis centre. Le faubourg doit son nom à la terre boueuse de l'endroit. Toutefois, les ingénieurs sont parvenus à élaborer une sorte de grave à partir de ces silts : ils l'ont utilisée pour le pavage des rues et la fabrication des trottoirs de Forest Park pour l’Exposition universelle de 1904. Le bureau de poste de Gumbo a fonctionné entre 1882 et 1907.